# Загожиці (Піньчовський повіт)
Загожиці (пол. Zagorzyce) — село в Польщі, у гміні Пінчів Піньчовського повіту Свентокшиського воєводства.
Населення — 223 особи (2011).
У 1975-1998 роках село належало до Келецького воєводства.

## Демографія
Демографічна структура на день 31 березня 2011 року:
|          | Загалом | Допрацездатний вік | Працездатний вік | Постпрацездатний вік |
| -------- | ------- | ------------------ | ---------------- | -------------------- |
| Чоловіки | 114     | 28                 | 71               | 15                   |
| Жінки    | 109     | 20                 | 58               | 31                   |
| Разом    | 223     | 48                 | 129              | 46                   |